# Liste der Kulturdenkmäler in Treischfeld
Die folgende Liste enthält die in der Denkmaltopographie ausgewiesenen Kulturdenkmäler auf dem Gebiet des Ortsteils Treischfeld der Gemeinde Eiterfeld, Landkreis Fulda, Hessen.
Hinweis: Die Reihenfolge der Denkmäler in dieser Liste orientiert sich an der Anschrift, alternativ ist sie auch nach der Bezeichnung, der vom Landesamt für Denkmalpflege vergebenen Nummer oder der Bauzeit sortierbar.
Kulturdenkmäler werden fortlaufend im Denkmalverzeichnis des Landes Hessen durch das Landesamt für Denkmalpflege Hessen auf Basis des Hessischen Denkmalschutzgesetzes (HDSchG) geführt. Die Schutzwürdigkeit eines Kulturdenkmals hängt nicht von der Eintragung in das Denkmalverzeichnis des Landes Hessen oder der Veröffentlichung in der Denkmaltopographie ab.

Das Vorhandensein oder Fehlen eines Objekts in dieser Liste ist keine rechtsverbindliche Auskunft darüber, ob es Kulturdenkmal ist oder nicht: Diese Liste entspricht möglicherweise nicht dem aktuellen Stand der offiziellen Denkmaltopographie. Diese ist für Hessen in den entsprechenden Bänden der Denkmaltopographie Bundesrepublik Deutschland und im Internet unter DenkXweb – Kulturdenkmäler in Hessen einsehbar. Auch diese Quellen sind, obwohl sie durch das Landesamt für Denkmalpflege Hessen aktualisiert werden, nicht immer aktuell, da es im Denkmalbestand immer wieder Änderungen gibt.
Eine verbindliche Auskunft erteilt allein das Landesamt für Denkmalpflege Hessen.
Nutze diese Kartenansicht, um Koordinaten in der Liste zu setzen. In dieser Kartenansicht sind Kulturdenkmale ohne Koordinaten mit einem roten bzw. orangen Marker dargestellt und können in der Karte gesetzt werden. Kulturdenkmale ohne Bild sind mit einem blauen bzw. roten Marker gekennzeichnet, Kulturdenkmale mit Bild mit einem grünen bzw. orangen Marker.
| Bild            | Bezeichnung        | Lage                                              | Beschreibung                                          | Bauzeit                                                                                                  | Objekt-Nr. |
| --------------- | ------------------ | ------------------------------------------------- | ----------------------------------------------------- | --- | ---------- |
| Bild gesucht BW | Bildstock          | Grüsselbacher Straße LageFlur: 1, Flurstück: 27/1 |                                                       | 1801, bezeichnet.                                                                                        | 37508 DDB  |
| Bild gesucht BW | Ehemaliger Bahnhof | Hellenbergstraße 25 LageFlur: 2, Flurstück: 35/14 | Kleiner zweistöckiger Bahnhofs–Typenbau.              | Von 1906                                                                                                 | 37509 DDB  |
| Bild gesucht BW | Bildstock          | Soisdorfer Straße LageFlur: 1, Flurstück: 17/3    |                                                       | 1701, bezeichnet.                                                                                        | 37512 DDB  |
| Bild gesucht BW | Wegekreuz          | Soisdorfer Straße 3 LageFlur: 1, Flurstück: 50/1  |                                                       | 1884, bezeichnet.                                                                                        | 37515 DDB  |
| Bild gesucht BW | Hofreite           | Soisdorfer Straße 8 LageFlur: 1, Flurstück: 69/3  |                                                       | Um 1800                                                                                                  | 37510 DDB  |
| Bild gesucht BW | Fachwerkhaus       | Soisdorfer Straße 15 LageFlur: 1, Flurstück: 37   |                                                       | Nach 1750                                                                                                | 37511 DDB  |
| Bild gesucht BW | Wegekreuz          | Soisdorfer Straße 19 LageFlur: 1, Flurstück: 4/1  |                                                       | 1803, bezeichnet.                                                                                        | 37513 DDB  |
| Bild gesucht BW | Friedhofskreuz     | Soisdorfer Straße 19 LageFlur: 1, Flurstück: 4/1  |                                                       | 1961, bezeichnet.                                                                                        | 37514 DDB  |
| Bild gesucht BW | Hofreite           | Taftstraße 2 LageFlur: 1, Flurstück: 16/1         |                                                       | 1926 Wohnhaus, Anfang 19. Jahrhundert Wohnwirtschaftsgebäude, 1806 ein Sandsteinpfosten der Hofeinfahrt. | 37516 DDB  |
| Bild gesucht BW | Katholische Kirche | Taftstraße 5 LageFlur: 1, Flurstück: 15           | Neoromanischer Bau des Architekten Fritz Adam, Fulda. | 1905 | 37517 DDB  |
| Bild gesucht BW | Hofreite           | Taftstraße 10 LageFlur: 1, Flurstück: 9/1         |                                                       | 1766 Wohnhaus (Sockelinschrift), 1726 Scheune (Inschrift) und Ende 19. Jahrhundert ein Auszugshaus.      | 37518 DDB  |